# Riola (Spagna)
Riola è un comune spagnolo di 1 591 abitanti situato nella comunità autonoma Valenciana.